# Apeline
L'apeline est un peptide découvert en 1998 par l'équipe du professeur M. Fujino. Elle active un récepteur couplé aux protéines G, constitué de sept domaines transmembranaires et qui est exprimé à la surface de certaines cellules.

## Biosynthèse de l'Apeline
Le gène de l'apeline code une préproprotéine de 77 acides aminés, qui contient un peptide signal dans la partie amino-terminale. Après adressage dans le réticulum endoplasmique et clivage de ce peptide signal, la proprotéine de 55 acides aminés peut générer différents fragments actifs : un peptide de 36 acides aminés correspondant à la séquence 42-77 (apeline 36), un peptide de 17 acides aminés correspondant à la séquence 61-77 (apeline 17) et un peptide de 13 acides aminés correspondant à la séquence 65-77 (apeline 13). Ce dernier fragment pourrait en outre subir une pyroglutamylation au niveau de la glutamine amino-terminale. Il est à noter qu'une étude récente remet en cause la présence et/ou la concentration de ces peptides dans le plasma humain. D'autre part, 46 peptides d'apeline différents, allant de l'apeline 55 (proapeline) à l'apeline 12 et incluant des peptides avec des extrémités C-terminales tronquées, ont été identifiés dans le colostrum et le lait bovin.

## Rôles physiologiques de l'apeline
La localisation de l'expression de son récepteur est donc associée aux divers effets physiologiques de l'apeline dans l'organisme.

### Rôle diurétique de l'apeline
C'est une hormone diurétique dont l'effet est strictement opposé à celui de l'AVP. En situation normale, les concentrations de l'AVP et de l'apeline 13 sont en concentration quasiment équimolaire au niveau cérébral, et de même dans le sang. Ainsi au niveau rénal, il n'y a pas d'effet donc si réabsorption, ni sécrétion au niveau du tubule collecteur médullaire.
En cas d'hypernatrémie (déshydratation), l'apeline reste au niveau cérébral et n'est plus sécrétée dans le sang. Ainsi, l'équilibre et rompu avec une forte concentration d'ADH qui se fixe sur un RCPG lié à une protéine G de type S, qui stimule une adénylcyclase donc augmentation de l'AMPc et activation de PKA qui entraine une cascade de phosphorylation dans le tube collecteur avec mise à la membrane d'aquaporine 2. C'est cette aquaporine qui permet la réabsorption d'eau pour lutter contre la déshydratation, avec en parallèle stimulation de la soif.
A l'inverse, en cas d'hyponatrémie (hyperhydratation), l'ADH reste au niveau cérébral et n'est plus sécrétée dans le sang. Ainsi, l'équilibre et rompu avec une forte concentration d'apeline qui se fixe sur un RCPG lié à une protéine G de type I, qui inhibe une adénylcyclase donc diminution de l'AMPc et la PKA n'est pas stimulé. Finalement, l'éaquaporine n'est pas envoyé à la membrane dans le tubule rénal donc élimination d'eau qui n'est pas réabsorber, afin de retrouver une osmolalité normale.

### Rôle vasculaire de l'apeline
L'expression vasculaire du récepteur, intervient dans la régulation de la pression artérielle et son activation favorise la formation des vaisseaux sanguins (angiogenèse),,,.
L’effet hypotenseur de l’apeline résulte de l’activation du récepteur exprimé à la surface des cellules endothéliales,. Cette activation engendre la production de NO, un puissant agent vasodilatateur, qui provoque la relaxation des cellules musculaires lisses de la paroi des artères. Des études sur souris invalidées au niveau du gène codant le récepteur de l’apeline ont suggéré l’existence d’une balance entre la voie de signalisation de l’angiotensine II qui augmente la pression artérielle et celle de l’apeline qui diminue la pression artérielle.
L’activité angiogénique est la conséquence des effets de l’apeline sur la prolifération et la migration des cellules endothéliales. L’apeline active des cascades de transduction intracellulaires (phosphorylation des ERKs, de Akt et de p70S6kinase), qui conduisent à la prolifération des cellules endothéliales et à la formation de nouveaux vaisseaux sanguins. De manière intéressante, l’invalidation du gène de l’apeline se traduit par un retard dans le développement du réseau vasculaire rétinien.

### Rôle cardiaque de l'apeline
Le récepteur de l’apeline est déjà exprimé au début de la formation embryonnaire du cœur, au niveau duquel il contrôle la migration des précurseurs cellulaires qui donnent naissance aux cellules contractiles, les cardiomyocytes,. Son expression est aussi présente dans les cardiomyocytes du cœur adulte et l’activation du récepteur est à l'origine de l'effet puissant de l'apeline sur la force de contraction du cœur,,. L’invalidation du gène de l’apeline provoque chez la souris âgée une altération progressive de la contractilité cardiaque.

### Rôle cérébral de l'apeline
Le récepteur est aussi exprimé dans les neurones de certaines régions du cerveau qui sont impliquées dans la prise d’eau et de nourriture,,.
L’injection d’apeline induit une augmentation de la prise d’eau et d’autre part l'apeline diminue la sécrétion au niveau de l’hypothalamus d'une hormone anti-diurétique, la vasopressine. Cette action diurétique de l’apeline associée à son effet hypotenseur participe de manière globale à la régulation homéostasique des liquides corporels.
L’apeline est également détectée dans les régions contrôlant l’appétit, mais les effets de l’apeline sur la prise de nourriture donnent des résultats contradictoires,,.

En revanche, concernant la régulation de la glycémie, l'apeline présente au niveau hypothalamus exerce des effets dépendants de la dose et de la situation métabolique sur l'homéostasie glucidique. Ainsi, une étude scientifique menée par Duparc et al a permis de montrer, chez la souris, que des taux modérés d'apeline présent au niveau de l'hypothalamus aidaient à réguler de façon correcte la glycémie tandis que la présence de trop fort taux d'apeline au même niveau suffisaient a déclencher plusieurs caractéristiques d'un diabète de type II

### Rôle digestif de l'apeline
Le récepteur est également exprimé dans divers types cellulaires du système digestif : cellules entéroendocrines de l'estomac,; cellules du pancréas endocrine, cellules du côlon.
Au niveau de l’estomac, l’activation du récepteur exprimé à la surface des cellules entéroendocrines par l’apeline sécrétée par les cellules pariétales inhiberait la libération d’histamine par les cellules entéroendocrines, qui à son tour diminuerait la sécrétion  acide des cellules pariétales.
Au niveau du pancréas, l’apeline inhibe la sécrétion d’insuline induite par le glucose. Cette inhibition révèle l’interdépendance fonctionnelle entre la signalisation de l’apeline et la signalisation de l’insuline observée au niveau de l’adipocyte, où l’insuline stimule la production d’apeline.
Récemment, l'expression du récepteur a été détectée dans les cellules musculaires squelettiques, où l'apeline interviendrait dans la recapture du glucose, participant ainsi à la régulation de la glycémie.http://www.destinationsante.com/Apeline-la-proteine-qui-aurait-deux-mots-a-dire-au-diabete.html

### Rôle osseux de l'apeline
L'expression du récepteur est aussi présente à la surface des ostéoblastes, cellules qui participent à la formation de l'os.

### Rôle métabolique de l'apeline
L’apeline améliore l’utilisation globale de glucose en ciblant spécifiquement les tissus musculaires squelettiques et adipeux. Ses effets sont principalement dus à une activation intracellulaire de l'utilisation des substrats énergétiques (lipides) par la mitochondrie. Un traitement a l'apeline augmente significativement la fonction et le nombre des mitochondries de la cellule musculaire. Chez l'animal obèse diabétique, le traitement à l'apeline améliore la sensibilité à l'insuline, la glycémie ainsi que la prise de poids . Un essai clinique de phase 1 a fait la preuve de concept des effets métaboliques chez l'homme 

## Apeline et pathologies (en cours)
En ce sens, cette protéine pourrait être une alternative contre le diabète, surtout celui de type II, non insulino-dépendant.